# Vladlen Trostianski
Vladlen Trostianski   (Kíiv, 26 de gener de 1935 - Kíiv, 28 de juliol de 2014) fou un lluitador ucraïnès, especialista en lluita grecoromana, que va competir sota bandera soviètica durant les dècades de 1950 i 1960.
El 1964 va prendre part en els Jocs Olímpics de Tòquio, on guanyà la medalla de plata en la prova del pes mosca del programa de lluita grecoromana. La major part de la seva carrera esportiva la passà a l'ombra d'Oleg Karavayev. En el seu palmarès també destaquen dos títols nacionals del pes gall.